# 一之貝村
一之貝村（いちのかいむら）は、かつて新潟県古志郡にあった村。

## 沿革
- 1889年（明治22年）4月1日 - 町村制施行に伴い古志郡一之貝村、軽井沢村が合併し、一之貝村が発足。
- 1901年（明治34年）11月1日 - 古志郡前荷頃村と合併し、荷頃村を新設して消滅。